# Turrià
Turrià (en llatí Turrianus) fou un escultor en argila de Fregellae que pertanyia a la nació dels volscs, i va viure al segle vi aC.
A la primera època etrusca, va fer una estàtua de Júpiter dedicada a Tarquini Prisc que es va utilitzar pintada de vermell als grans festivals, segons diu Plini el Vell.